# Boryňové ze Lhoty

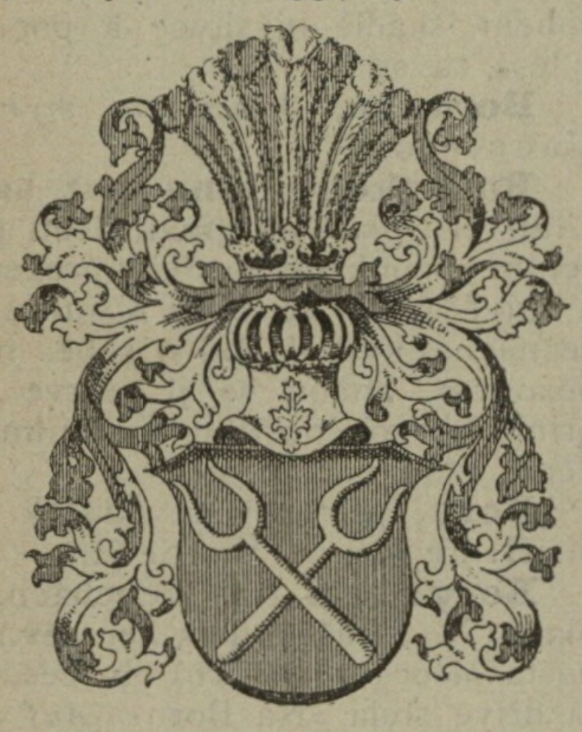
Erb Boryňů ze Lhoty

Boryňové ze Lhoty (též Boreňové) byli vladycký rod ze Žatecka. Původ jejich jména je nejasný.

## Historie

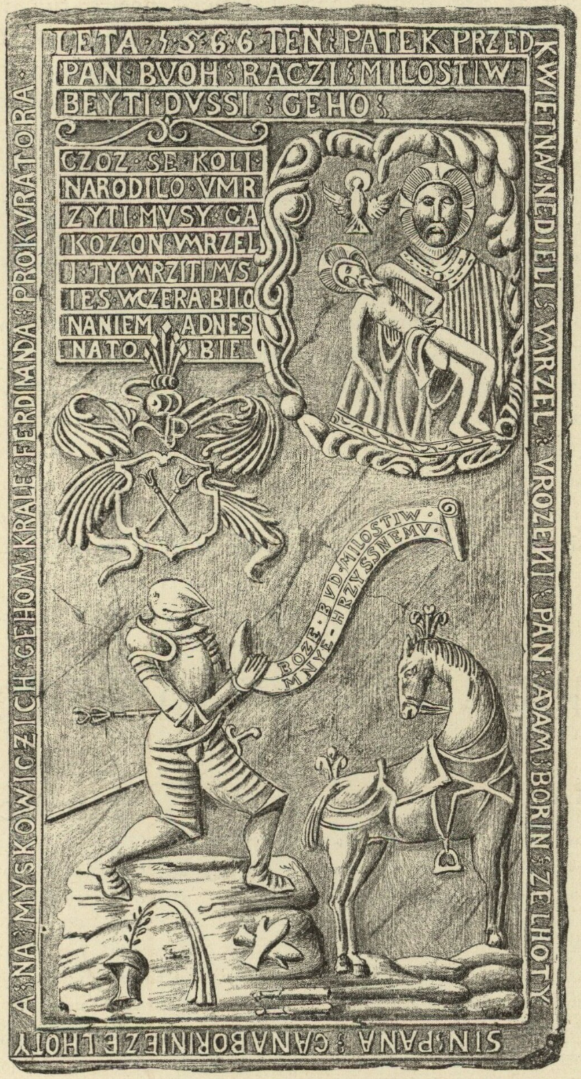
Náhrobek Adama Boryněho ze Lhoty († 1566) v kostele sv. Ambrože ve Vícově

V polovině 15. století pravděpodobně žili ještě v rodné Lhotě, avšak Jan Boryně koupil statek Míkovice u Kralup nad Vltavou. Jeho potomci drželi Nezabylice, Hostomice, Ředhošť, Mšeno, především vesnice severně a severozápadně od Prahy. Krajský hejtman David Boryně koupil roku 1565 Roztoky, jeho synové Jan a Václav rozdělili rod do dvou větví. První z nich vymírá v polovině 17. století a druhá v 18. století. Český zemský sněm pověřil roku 1526 královského prokurátora Jana Boryněho volbou nového českého krále. Jeho hlas patřil Ferdinandovi I. a stal se jeho stoupencem. Janovi synové si otcův majetek po jeho smrti rozdělili mezi sebe. Jindřich a Jiří dědice neměli, Petra byl zastřelen, Zdislav zplodil dvě dcery, pouze Jan dal rodu mužské potomky. Náhrobek Adama Boryněho ze Lhoty († 1566) se nachází v kostele sv. Ambrože na Vícově. V roce 1673 Maxmilián František Boryně ze Lhoty koupil Radnici se zámkem a okolními vesnicemi, která se nacházela severně od Rokycan. Jeho vdova Jana Maxmiliána pořádala honosné maškarní plesy, zanedlouho se na zámku začal zjevovat duch zemřelého, ničil nábytek, děsil hosty,[zdroj?] a proto vdova raději zámek roku 1682 prodala.

## Erb
Na červeném poli leží dvě zkřížené vidličky či také vidle se zlatými rukojeťmi. Pole mohlo mít i jinou barvu.

## Příbuzní
Příbuzensky se spojili s Gryspeky, Hrobčickými, Vartemberky, Mitrovskými, z Adlaru.